# Parlamentswahl in Island 1995
- G: 9
- J: 4
- V: 3
- A: 7
- B: 15
- D: 25

Die Parlamentswahl in Island 1995 fand am 8. April 1995 statt. Bei der Wahl wurden die 63 Abgeordneten des Althing neu bestimmt.
Die Wahl brachte trotz eines Sitzverlustes einen Sieg der Unabhängigkeitspartei unter Premierminister Davíð Oddsson. Sie konnte 37,1 % der Stimmen auf sich vereinigen.
Davíð entschloss sich, die Zusammenarbeit mit der Sozialdemokratischen Partei, die drei Sitze bei der Wahl verloren hatte, zu beenden und eine Regierung mit der erstarkten Fortschrittspartei zu bilden.
Neu im Parlament vertreten war die linkspopulistische Partei Volkserwachen (Þjóðvaki), die sich 1994 von der Volksallianz abgespalten hatte.

## Wahlergebnis

Ergebnisse und Sitzverteilung in den Wahlkreisen

Von den 191.973 Wahlberechtigten stimmten 167.751 ab, das entsprach einer Wahlbeteiligung von rund 87,4 %.
2.708 oder rund 1,6 % der Stimmen waren ungültig.
Im Einzelnen ergaben sich die folgenden Ergebnisse:
| Partei            | Partei                                 | Stimmen | Stimmen | Stimmen | Sitze  | Sitze |
| Partei            | Partei                                 | Anzahl  | %       | +/−     | Anzahl | +/−   |
| ----------------- | -------------------------------------- | ------- | ------- | ------- | ------ | ----- |
|                   | Unabhängigkeitspartei (D)              | 61.183  | 37,1    | −1,5    | 25     | −1    |
|                   | Fortschrittspartei (B)                 | 38.485  | 23,3    | +4,4    | 15     | +2    |
|                   | Volksallianz (G)                       | 23.597  | 14,3    | −0,1    | 9      | —     |
|                   | Sozialdemokratische Partei Islands (A) | 18.846  | 11,4    | −4,1    | 7      | −3    |
|                   | Volkserwachen (J)                      | 11.806  | 7,2     | +7,2    | 4      | +4    |
|                   | Frauenallianz (V)                      | 8.031   | 4,9     | −3,4    | 3      | −2    |
|                   | Sonstige                               | 3.095   | 1,9     | —       | —      | —     |
| Gesamt            | Gesamt                                 | 165.043 | 100,0   |         | 63     |       |
| Gültige Stimmen   | Gültige Stimmen                        | 165.043 | 98,4    |         |        |       |
| Ungültige Stimmen | Ungültige Stimmen                      | 2.708   | 1,6     |         |        |       |
| Wahlbeteiligung   | Wahlbeteiligung                        | 167.751 | 87,4    |         |        |       |
| Wahlberechtigte   | Wahlberechtigte                        | 191.973 | 100,0   |         |        |       |
| Quelle:           |                                        |         |         |         |        |       |

## Umfragen vor der Wahl
| Umfrageperiode | D    | B    | A    | G    | J  | V   |
| -------------- | ---- | ---- | ---- | ---- | -- | --- |
| Umfrageperiode |      |      |      |      |    |     |
| April 1995     | 38   | 20   | 9    | 13   | 12 | 5   |
| März 1995      | 42   | 18   | 10   | 15   | 9  | 4   |
| Februar 1995   | 38   | –    | –    | –    | –  | –   |
| Januar 1995    | 35   | 17   | 5    | 10   | 26 | 6   |
| Dezember 1994  | 40   | 18   | 5    | 12   | 18 | 6   |
| September 1994 | 38   | 18   | 9    | 14   | 8  | 11  |
| August 1994    | –    | –    | –    | –    | 5  | –   |
| Juli 1994      | 41   | 20   | 9    | 16   | –  | 13  |
| Mai 1994       | 37   | 20   | 11   | 14   | –  | 18  |
| April 1994     | 38   | 27   | 9    | 13   | –  | 13  |
| März 1994      | 35   | 21   | 8    | 15   | –  | 19  |
| Wahl 1991      | 38,6 | 18,9 | 15,5 | 14,4 | –  | 8,3 |